# Johann Timotheus Hermes

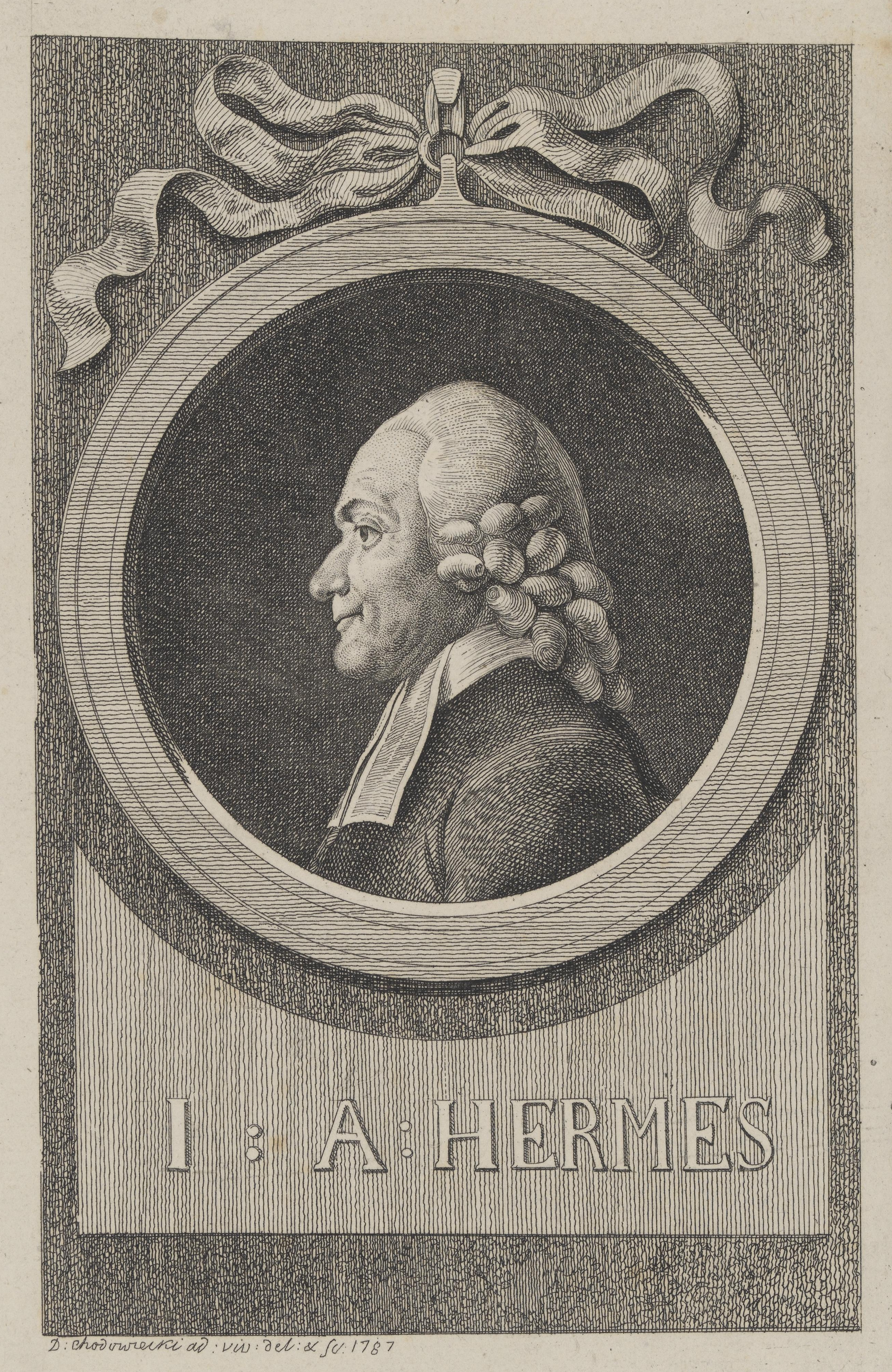
Johann Timotheus Hermes, Porträtstich von Daniel Chodowiecki, 1787

Johann Timotheus Hermes (* 31. Mai 1738 in Petznick bei Stargard in Hinterpommern; † 24. Juli 1821 in Breslau) war ein deutscher Dichter, Romanschriftsteller und evangelischer Theologe.

## Leben und Werk
Johann Timotheus Hermes studierte in Königsberg Theologie und wurde anschließend Lehrer an der Ritterakademie in Dom Brandenburg. Danach übte er mehrere geistliche Ämter aus, war Feldprediger, Hofprediger in Anhalt und Pastor in Pless. 1771 wurde Hermes zum Professor der Theologie am Magdalenäum in Breslau ernannt und vier Jahre später zum Propst in der Breslauer Neustadt. Später war er Pastor an der Magdalenen- und Elisabethkirche und seit 1808 Superintendent der Kirchen und Schulen im Fürstentum Breslau.
Bekannt geworden ist Hermes vor allem für seine Romane Geschichte der Miss Fanny Wilkes (1766) und Sophiens Reise von Memel nach Sachsen (1769–1773), welche seinerzeit sehr erfolgreich waren und in mehrere Sprachen übersetzt wurden. Letzterer war in Deutschland einer der meistgelesenen Romane des 18. Jahrhunderts, weshalb er dem Verfasser auch den Namen „Sophien-Hermes“ einbrachte, und ist auch heute noch durch seine realitätsnahen Beschreibungen von kulturgeschichtlicher Bedeutung. Auch weist das Buch bereits einige Elemente des psychologischen Romans auf, welcher im 19. Jahrhundert seine Blütezeit hatte. Gleichzeitig ist Sophiens Reise ein typisches Werk seiner Epoche und einer der wichtigsten Romane der Empfindsamkeit, mit dem Hermes den Stil seines Vorbildes Samuel Richardson in die deutsche Literatur brachte. Obwohl der Autor danach noch einige Romane schrieb, konnte er mit keinem dieser Werke an den Erfolg von Sophiens Reise oder auch Miss Fanny Willkes anknüpfen. 1779 veröffentlichte er die Gedichte aus Sophiens Reise als Lieder und Arien gesondert in einem Band, der Komponist Johann Adam Hiller verfasste die Musik dazu. Weitere Komponisten, die Gedichte von Johann Timotheus Hermes vertonten, waren: Maria Theresia Paradis, Joseph Martin Kraus, Franz Anton Hoffmeister und Wolfgang Amadeus Mozart.
Von anderen Literaten erntete Hermes, trotz oder wegen seines Erfolgs, auch viel Spott. So machten sich Goethe und Schiller in ihren Xenien über ihn lustig.
Im Jahr 1888 wurde in der Wiener Josefstadt ein Bibliophilenverband unter dem Namen Johann Timotheus Hermes gegründet, der zunächst bis zum „Anschluss“ Österreichs an das nationalsozialistisch regierte Deutsche Reich Bestand hatte, da viele der Mitglieder zu dieser Zeit Österreich verlassen mussten. 1987 kam es zu einer Wiederbegründung des Bibliophilenverbandes.

## Schriften
- Geschichte der Miss Fanny Wilkes (1766)
- Sophiens Reise von Memel nach Sachsen (1769–1773)
  - Band 1, Leipzig 1778, 634 Seiten (Volltext)
- Für Töchter edler Herkunft (1787)
- Manch Hermäon im eigentlichen Sinn des Wortes (1788)
- Für Eltern und Ehelustige (1789)
- Zween literarische Märtyrer und deren Frauen (1789), (ein zweiter Band 1791)
- Lieder für die besten bekannten Kirchenmelodien nebst 12 Kommunion-Andachten (1800)
- Anne Winterfeld (1801)
- Verheimlichung und Eil oder Lottchens und ihrer Nachbarn Geschichte (1802)
- Mutter, Amme und Kind in der Geschichte Herrn Leopold Kerkers (1809)